# 隐花草属
隐花草属（学名：Crypsis）是禾本科下的一个属。该属共有约12种，分布于东半球的温带地区。